# Antoine et Cléopâtre
Pour les articles homonymes, voir Antoine et Cléopâtre (homonymie).
Antoine et Cléopâtre (Antony and Cleopatra) est une pièce de théâtre, classée dans les tragédies historiques de William Shakespeare.
La première représentation a eu lieu en 1606 ou 1608 et la première publication en 1623 dans le Premier Folio.

## Sources
La principale source de William Shakespeare est La Vie de Marc Antoine par Plutarque, selon la traduction par Thomas North du texte français d'Amyot. Shakespeare suit de près le récit de Plutarque, n'omettant que la campagne d'Antoine contre les Parthes.

## Argument
Après la mort de Jules César, Marc-Antoine hérite d'un tiers du monde romain, dont l'Égypte. Las de la guerre, il tombe sous le charme de Cléopâtre et aurait pu passer la fin de sa vie auprès d’elle si les besoins de l’État et les attaques de son rival Octave César le lui avaient permis. Convoqué à Rome pour une conférence au sommet, il se marie avec la sœur d’Octave.
Cléopâtre est furieuse et fait tout son possible pour regagner son amour, ce qui enrage à son tour Octave.  Il déclare la guerre contre l’Égypte et la faiblesse militaire de Cléopâtre entraîne l’échec de celle-ci.  Antoine se suicide et Cléopâtre, plutôt que de souffrir la honte d’un défilé par les rues de Rome, fait de même.

## Personnages
- Marc Antoine, Général romain
- Cléopâtre VII, Reine d'Égypte
- Octave Auguste, membre du Triumvirat
- Lépide, membre du Triumvirat
- Sextus Pompée
- Domitius Enobarbus, Ventidius, Eros, Scarus, Dercetus, Demetrius, Philon, amis de Marc Antoine
- Mécène, Agrippa, Dolabella, Proculeius, Thidias, Gallus, amis d'Octave Auguste
- Menas, Menecrates, Varrius, amis de Sextus Pompée
- Taurus, commandant en chef des troupes d'Octave Auguste
- Canidius, commandant en chef des troupes de Marc Antoine
- Silius, officier dans l'arméae de entidius
- Un pédagogue, ambassadeur de Marc Antoine auprès d'Octave Auguste
- Alexas, Mardian (eunuque), Seleucus, Diomède, de la suite de Cléopâtre
- Octavie, sœur d'Octave Auguste et femme de Marc Antoine
- Charmian, Iras, suivantes de Cléopâtre
- Un devin
- Un manant
- Officiers, soldats, messagers et autres serviteurs

## Adaptations

### Au cinéma et à la télévision
- Antony and Cleopatra (1908) film muet américain coréalisé par J. Stuart Blackton et Charles Kent
- Cléopâtre (1910) film muet français coréalisé par Henri Andréani et Ferdinand Zecca
- Marc-Antoine et Cléopâtre (1913) film muet italien réalisé par Enrico Guazzoni
- Anthony and Cleopatra (1924) film muet américain réalisé par Bryan Foy
- Antonius und Cleopatra (1963) téléfilm allemand réalisé par Rainer Wolffhardt
- Antoine et Cléopâtre (1967) téléfilm de Jean Prat
- Antoine et Cléopâtre (Antony & Cleopatra) (1972) film américano-hispano-suisse réalisé par Charlton Heston
- Antony & Cleopatra (1974), film britannique réalisé par Jon Scoffield sur une mise en scène de la Royal Shakespeare Company
- Antony & Cleopatra (1981) film américain réalisé par Jonathan Miller
- Antony & Cleopatra (1983) film américain réalisé par Lawrence Carra

### En musique
- Antoine et Cléopâtre, musique de scène composée en 1920 par Florent Schmitt
- Antony and Cleopatra, ouverture op. 134, composée en 1947 par Mario Castelnuovo-Tedesco.
- La mort de Cléopâtre, scène lyrique pour mezzo-soprano et orchestre, composée en 1828 par Hector Berlioz.

### Au théâtre
- Antoine et Cléopâtre (1959), mise en scène Julien Bertheau, Rideau de Bruxelles.
- Antoine et Cléopâtre[2] (1993), mise en scène Filip Forgeau, Théâtre Le Moulin du Roc.
- Antoine et Cléopâtre (2016), mise en scène par Thierry Durand, Thierry Devaye et Loïc LeDauphin, Théâtre de l'Odéon. Joué par les Petits Tréteaux & Tréteaux.
- Antoine et Cléopâtre (2016) mise en scène par Tiago Rodrigues, Théâtre de la Bastille.
- Antoine et Cléopâtre (2022-2023) mise en scène par Luana Kim, Théâtre du Nord-Ouest. Avec entre autres Alicia Roda (Cléopâtre), Jonathan Le Guillou (Marc-Antoine), Eric Veiga (Octave César), Gabriel Greffier (le devin), Kylian Palisson (le messager), etc.

### En littérature
- Trilogie Dieux de chair et de mensonge (Flesh and False Gods), de Chloe Gong[3].